# Myxilla basimucronata
Myxilla basimucronata är en svampdjursart som beskrevs av Burton 1932. Myxilla basimucronata ingår i släktet Myxilla och familjen Myxillidae. Inga underarter finns listade i Catalogue of Life.